# Lista de imperadores do Sacro Império Romano-Germânico

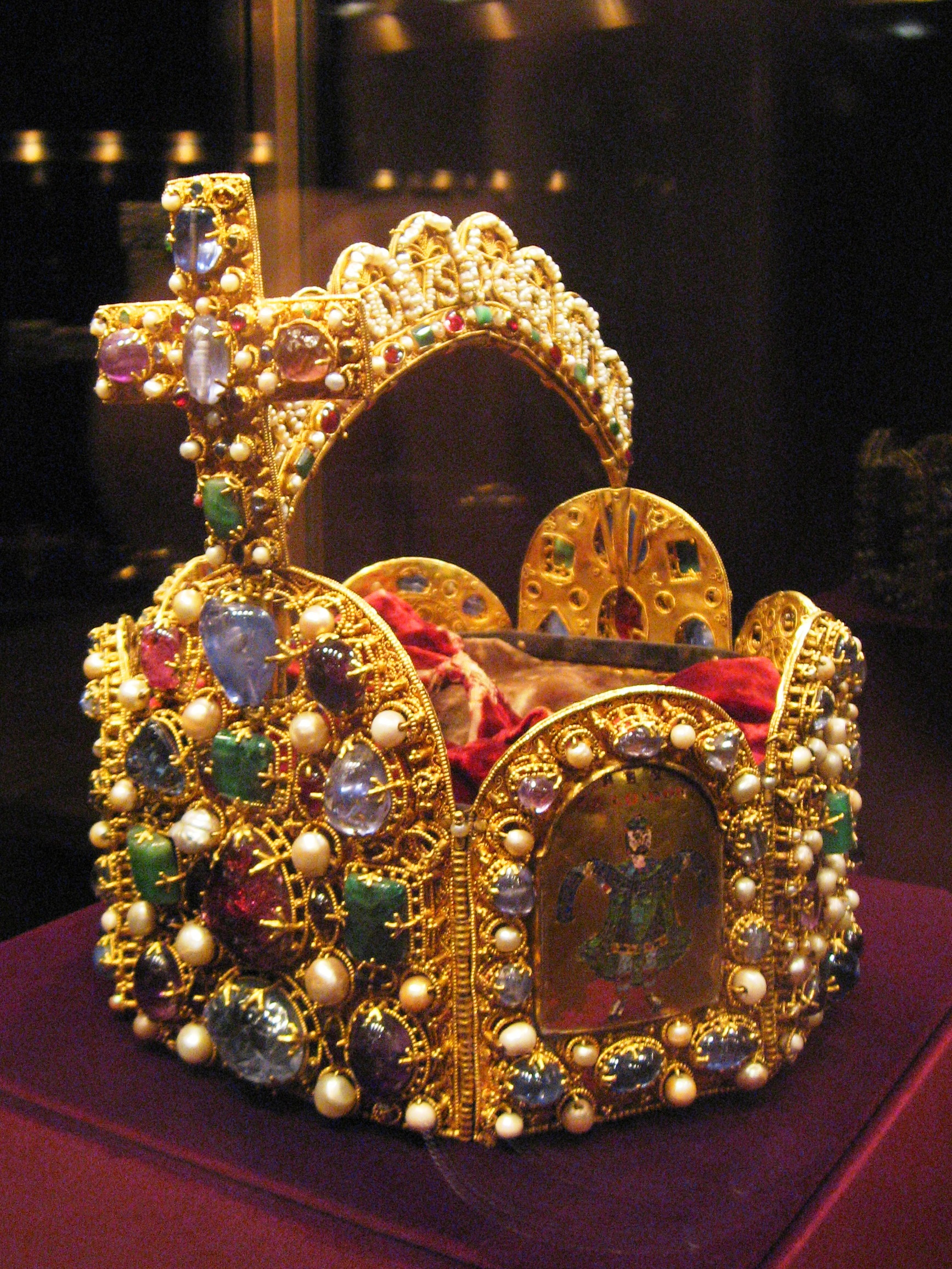
Die Reichskrone
A coroa imperial de Otão II

O Imperador era o soberano do Sacro Império Romano-Germânico (800/962 – 1806), antecessor de diversos países, quase todos na Europa Central.
Considera-se que o título imperial passou dos romanos para o Reino Franco quando, em 800 d.C., o papa Leão III coroou o rei dos francos, Carlos Magno, imperador e este, por proteção à Igreja Católica, na qualidade de patrício dos romanos e por força de sua dignidade imperial, condenou os perseguidores do pontífice à morte, condenação que foi retirada por intervenção do próprio papa.
Após a divisão do Reino Franco em três partes pelo Tratado de Verdun em 843, o título ficou vinculado, em princípio, ao reino central lotaríngio, mas terminou por passar para o do leste quando Otão I, duque dos saxôes, rei da Alemanha, foi coroado imperador em 962. A transferência do título foi justificada pela teoria política medieval de translatio imperii.
Os imperadores do Sacro Império Romano-Germânico buscaram com muitos modos fazer-se aceitar pelos bizantinos como seus pares: com relações diplomáticas, matrimônios políticos ou ameaças. Algumas vezes porém não obtiveram os resultados esperados, porque de Constantinopla eram sempre chamados como "rei dos germanos", jamais de "imperador".
De início, o imperador se autointitulava Imperator Augustus, empregando títulos do antigo Império Romano. O título "Imperador Romano", bem como o nome do Sacro Império Romano, surgiu apenas nos séculos seguintes (e os historiadores acrescentam a qualificação "-Germânico" ao título e ao império, acusando o caráter predominantemente germânico da entidade política e do território que esta controlava).
O imperador era escolhido por um grupo de príncipes posteriormente conhecidos como príncipes-eleitores, mas, até a sua coroação pelo Papa em Roma, ostentava apenas o título de Rei dos Romanos (Rex Romanorum). Ao receber a coroa imperial, o imperador mantinha o título de rei (título este com funções dadas pelo direito feudal). A partir de 1508, dispensou-se a obrigação da coroação pelo papa para que o eleito pudesse envergar o título imperial (ou, formalmente, de "imperador-eleito").
O título de imperador tinha conotações religiosas, o que sugeria uma obrigação de proteger a Igreja Católica (o próprio Carlos Magno se arrogava a suprema chefia da Igreja, recebida com o título imperial). O imperador também era ordenado como subdiácono, o que excluía não católicos e mulheres do trono. A relação precisa entre as funções temporal e religiosa do título nunca ficou muito clara e causou conflitos sérios entre os duques germânicos e o papa, como, por exemplo, na Questão das Investiduras no século XI.
A seleção do rei/imperador era influenciada por diversos fatores. Como o título era formalmente eletivo, a sucessão era apenas até um certo ponto hereditária, embora em geral ocorresse dentro de uma mesma dinastia até que se esgotassem os sucessores. O processo exigia que o candidato fizesse concessões aos eleitores, o que contribuía para o declínio do poder central (do imperador) em favor dos príncipes territoriais do império. O colégio dos eleitores foi fixado em sete membros pela Bula Dourada de 1356. Em 1623, durante a Guerra dos Trinta Anos, acrescentaram-se outros eleitores.
Após 1438, o título permaneceu nas mãos da Casa de Habsburgo, com a breve exceção de Carlos VII, da Casa de Wittelsbach. O título foi finalmente abolido em 1806.

## Dinastia carolíngia
| # | Nome       |  | Início do governo      | Fim do governo        | Cognome(s) | Notas                                                                                            |
| - | ---------- |  | ---------------------- | --------------------- | ---------- | ------------------------------------------------------------------------------------------------ |
| 1 | Carlos I   |  | 25 de dezembro de 800  | 28 de janeiro de 814  | O Grande   | Anteriormente Rei dos Francos desde 771. Dividiu o reinado com seu filho Luis I, depois de 813.  |
| 2 | Luís I     |  | 11 de setembro de 813  | 20 de junho de 840    | O Piedoso  | Dividiu seu império entre seus filhos. Veja Tratado de Verdun.                                   |
| 3 | Lotário I  |  | 817                    | 23 de setembro de 855 |            | Coroado co-imperador de Luís I em 817, assim manteve o título junto ao Tratado de Verdun.        |
| 4 | Luís II    |  | 850                    | 12 de agosto de 875   | O Jovem    | Co-Imperador de Lotário desde 850.                                                               |
| 5 | Carlos II  |  | 875                    | 6 de outubro de 877   | O Calvo    | Filho de Luís I. Após a sua morte, o título de Imperador ficou vago até Carlos III ser coroado.  |
| 6 | Carlos III |  | 12 de fevereiro de 881 | novembro de 887       | O Gordo    | Neto de Luís I, mas filho de Luís, o Germânico, e deposto em 887. O título ficou vago novamente. |

## Dinastia Guideschi
| # | Nome       |  | Início do governo  | Fim do governo        | Cognome(s) | Notas |
| - | ---------- |  | ------------------ | --------------------- | ---------- | --- |
| 7 | Guido I    |  | maio de 891        | 12 de dezembro de 894 |            | Coroado pelo papa Formoso                                                                                     |
| 8 | Lamberto I |  | 30 de abril de 892 | 15 de outubro de 898  |            | Coroado co-Imperador em 892 também pelo papa Formoso, e teve o título em litígio com Arnulfo a partir de 896. |

## Dinastia carolíngia
| # | Nome      |  | Início do governo      | Fim do governo       | Cognome(s) | Notas |
| - | --------- |  | ---------------------- | -------------------- | ---------- | --- |
| 9 | Arnulfo I |  | 22 de fevereiro de 896 | 8 de dezembro de 899 |            | Sobrinho de Carlos III. Coroado também pelo papa Formoso, que não confiava mais nos Guideschi, em 896, tendo seu título em litígio até a morte de Lamberto. |

## Dinastia bosônida
| #  | Nome     |  | Início do governo | Fim do governo | Cognome(s) | Notas                                                                              |
| -- | -------- |  | ----------------- | -------------- | ---------- | ---------------------------------------------------------------------------------- |
| 10 | Luís III |  | 901               | 905            | O Cego     | Neto de Luís II, coroado pelo papa Benedito IV. Ficado vago o título até Berengar. |

## Dinastia Unruochidas
| #  | Nome         |  | Início do governo | Fim do governo    | Cognome(s) | Notas                                                |
| -- | ------------ |  | ----------------- | ----------------- | ---------- | ---------------------------------------------------- |
| 11 | Berengário I |  | janeiro de 915    | 7 de abril de 924 |            | Neto de Luís I, o Piedoso. Coroado pelo Papa João X. |

## Dinastia otoniana
| #  | Nome        |  | Início do governo       | Fim do governo        | Cognome(s)         | Notas |
| -- | ----------- |  | ----------------------- | --------------------- | ------------------ | --- |
| 12 | Otão I      |  | 2 de fevereiro de 962   | 7 de maio de 973      | O Grande           | Após uma vacância de 40 anos do título, Oto, rei dos Germânios, é coroado pelo Papa João XII.                                          |
| 13 | Otão II     |  | 25 de dezembro de 967   | 7 de dezembro de 983  | O Vermelho         | Filho de Otão I, foi coroado Co-Imperador pelo papa João XIII.                                                                         |
| 14 | Otão III    |  | 25 de dezembro de 996   | 24 de janeiro de 1002 |                    | Filho de Otão II, foi coroado pelo papa João XV.                                                                                       |
| 15 | Henrique II |  | 14 de fevereiro de 1014 | 13 de julho de 1024   | O Santo, O Sagrado | Primo de Otão III, coroado pelo papa Benedito VIII, e canonizado em 1146. Adotou o número II pois seu avô fora Henrique I da Germânia. |

## Dinastia saliana
| #  | Nome         |  | Início do reinado       | Fim do reinado       | Cognome(s) | Notas                                                                                                  |
| -- | ------------ |  | ----------------------- | -------------------- | ---------- | --- |
| 16 | Conrado II   |  | 26 de março de 1027     | 4 de julho de 1039   |            | Trineto de Otão I. Adotou o número II devido a Conrado I, que fora Rei da Germânia, mas não Imperador. |
| 17 | Henrique III |  | 25 de dezembro de 1046  | 5 de outubro de 1056 | O Negro    | Filho de Conrado II, coroado pelo papa Clemente II.                                                    |
| 18 | Henrique IV  |  | 31 de março de 1084     | 1105                 |            | Abdicou.                                                                                               |
| 19 | Henrique V   |  | 12 de fevereiro de 1111 | 23 de maio 1125      |            | Filho de Henrique IV, coroado pelo Papa Pascoal II. Não deixou herdeiros.                              |

## Casa de Suplingerburgo
| #  | Nome       |  | Início do reinado  | Fim do reinado        | Cognome(s) | Notas                                                         |
| -- | ---------- |  | ------------------ | --------------------- | ---------- | ------------------------------------------------------------- |
| 20 | Lotário II |  | 4 de junho de 1133 | 4 de dezembro de 1137 |            | Eleito rei da Germânia, e coroado pelo papa Inocêncio em 1133 |

## Dinastia de Hohenstaufen
| #  | Nome        |  | Início do reinado   | Fim do reinado      | Cognome(s) | Notas                                                  |
| -- | ----------- |  | ------------------- | ------------------- | ---------- | ------------------------------------------------------ |
| 21 | Frederico I |  | 18 de junho de 1155 | 10 de junho 1190    | Barbarossa | Sobrinho de Conrado III, coroado pelo papa Adriano IV. |
| 22 | Henrique VI |  | abril de 1191       | 28 de setembro 1197 | O Cruel    | Filho de Frederico I, coroado pelo papa Celestino III. |

## Casa de Guelfos
| #  | Nome    |  | Início do reinado   | Fim do reinado     | Cognome(s) | Notas |
| -- | ------- |  | ------------------- | ------------------ | ---------- | --- |
| 23 | Otão IV |  | 12 de julho de 1198 | 19 de maio de 1218 |            | Após a eleição de Filipe da Suábia para Rei da Germânia, foi coroado Imperador pelos opositores. E disputou o título junto com Filipe até a morte dele. |

## Dinastia de Hohenstaufen
| #  | Nome         |  | Início do reinado      | Fim do reinado         | Cognome(s)   | Notas |
| -- | ------------ |  | ---------------------- | ---------------------- | ------------ | --- |
| 24 | Frederico II |  | 22 de novembro de 1220 | 13 de dezembro de 1250 | Stupor Mundi | Filho de Henrique VI, teve os títulos de Rei da Sicília, Rei de Tessalónica, Rei de Chipre e de Jerusalém, Rei dos Romanos, Rei da Germânia e Imperador. |

## Casa de Luxemburgo
| #  | Nome         |  | Início do reinado   | Fim do reinado       | Cognome(s) | Notas |
| -- | ------------ |  | ------------------- | -------------------- | ---------- | --- |
| 25 | Henrique VII |  | 29 de junho de 1312 | 24 de agosto de 1313 |            | Após uma vacância desde 1250, Henrique VII foi Imperador de jure e de facto, coroado pelo papa Clemente V. |

## Casa de Wittelsbach
| #  | Nome    |  | Início do reinado | Fim do reinado        | Cognome(s) | Notas |
| -- | ------- |  | ----------------- | --------------------- | ---------- | --- |
| 26 | Luís IV |  | janeiro de 1328   | 11 de outubro de 1347 |            | O papa João XXII recusava-se a coroá-lo até um dos senadores o fazer, sendo o papa deposto logo em seguida. |

## Casa de Luxemburgo
| #  | Nome       |  | Início do reinado  | Fim do reinado         | Cognome(s) | Notas |
| -- | ---------- |  | ------------------ | ---------------------- | ---------- | --- |
| 27 | Carlos IV  |  | 5 de abril de 1355 | 29 de novembro de 1378 |            | Eleito Rei da Boêmia e da Germânia em 1347. Coroado Imperador pelo papa Clemente VI.                       |
| 28 | Sigismundo |  | 31 de maio de 1433 | 9 de dezembro de 1437  |            | Rei da Hungria desde 1387 e da Germânia desde 1410. Só fora coroado Imperador em 1433 pelo papa Eugênio IV |

## Casa de Habsburgo
| #  | Nome           |  | Início do reinado       | Fim do reinado          | Cognome(s)           | Notas |
| -- | -------------- |  | ----------------------- | ----------------------- | -------------------- | --- |
| 29 | Frederico III  |  | 1452                    | 19 de agosto de 1493    | O de lábios grossos  | Eleito Rei da Germânia em 1440, mas coroado como Imperador apenas em 1452. |
| 30 | Maximiliano I  |  | 1508                    | 12 de janeiro de 1519   |                      | Em 1508 após reinar sobre o Sacro-Império durante 15 anos sem ser coroado, em conjunto com o papa Júlio II, acaba com a necessidade da tradição do Imperador ser coroado pelo papa, bastando assim, sua eleição. |
| 31 | Carlos V       |  | 28 de junho de 1519     | 28 de fevereiro de 1558 |                      | Neto de Maximiliano I. Também Carlos I, Rei da Espanha, que foram passadas em 1556 a Filipe II de Espanha. |
| 32 | Fernando I     |  | 28 de fevereiro de 1558 | 25 de julho de 1564     |                      | Irmão de Carlos V |
| 33 | Maximiliano II |  | 25 de julho de 1564     | 12 de outubro de 1576   | O Culto, O Tolerante | Filho de Fernando I |
| 34 | Rodolfo II     |  | 12 de outubro de 1576   | 20 de janeiro de 1612   |                      | Filho de Maximiliano II |
| 35 | Matias I       |  | 1612                    | 20 de março de 1619     |                      | Filho de Maximiliano II e irmão de Rodolfo II |
| 36 | Fernando II    |  | 1619                    | 15 de fevereiro de 1637 |                      | Eleito, filho de Matias I e neto de Fernando I. |
| 37 | Fernando III   |  | 15 de fevereiro de 1637 | 2 de abril de 1657      |                      | Eleito, filho de Fernando II |
| 38 | Leopoldo I     |  | julho de 1658           | 5 de maio de 1705       |                      | |
| 39 | José I         |  | 23 de janeiro de 1690   | 17 de abril de 1711     |                      | Co-Imperador com seu pai, Leopoldo I. |
| 40 | Carlos VI      |  | 1711                    | 20 de outubro de 1740   |                      | Filho de Leopoldo I, pretendente ao trono Espanhol como Carlos III. Veja Guerra da Sucessão Espanhola. Não deixou herdeiros homens, Ver também Guerra de Sucessão Austríaca.                                     |

## Casa de Wittelsbach
| Nome                                                     | Retrato | Nascimento                                                                                          | Casamento(s)                                          | Morte                         |
| -------------------------------------------------------- | ------- | --------------------------------------------------------------------------------------------------- | ----------------------------------------------------- | ----------------------------- |
| Carlos VII 24 de janeiro de 1742 – 20 de janeiro de 1745 |         | 6 de agosto de 1697 filho de Maximiliano II Emanuel, Eleitor da Baviera e Teresa Cunegunda Sobieska | Maria Amália da Áustria 5 de outubro de 1722 7 filhos | 20 de janeiro de 1745 47 anos |

## Casa de Habsburgo-Lorena
| Nome                                                      | Retrato                                                      | Nascimento                                                                                              | Casamento(s)                                              | Morte                           |
| --------------------------------------------------------- | ------------------------------------------------------------ | --- | --------------------------------------------------------- | ------------------------------- |
| Francisco I 13 de setembro de 1745 – 18 de agosto de 1765 |                                                              | 8 de dezembro de 1708 filho de Leopoldo I, Duque de Lorena e Isabel Carlota de Orleães                  | Maria Teresa da Áustria 12 de fevereiro de 1736 16 filhos | 18 de agosto de 1765 56 anos    |
| José II 18 de agosto de 1765 – 20 de fevereiro de 1790    |                                                              | 13 de março de 1741 filho de Francisco I do Sacro Império Romano-Germânico e Maria Teresa da Áustria    | Isabel de Parma 6 de outubro de 1760 1 filha              | 20 de fevereiro de 1790 48 anos |
| José II 18 de agosto de 1765 – 20 de fevereiro de 1790    | Maria Josefa da Baviera 1 de abril de 1810 sem filhos        | 13 de março de 1741 filho de Francisco I do Sacro Império Romano-Germânico e Maria Teresa da Áustria    |                                                           | 20 de fevereiro de 1790 48 anos |
| Leopoldo II 30 de setembro de 1790 – 1 de março de 1792   |                                                              | 5 de maio de 1747 filho de Francisco I do Sacro Império Romano-Germânico e Maria Teresa da Áustria      | Maria Luísa da Espanha 5 de agosto de 1764 16 filhos      | 1 de março de 1792 44 anos      |
| Francisco II 5 de julho de 1792 – 6 de agosto de 1806     |                                                              | 12 de fevereiro de 1768 filho de Leopoldo II do Sacro Império Romano-Germânico e Maria Luísa da Espanha | Isabel de Württemberg 6 de janeiro de 1788 1 filha        | 2 de março de 1835 67 anos      |
| Francisco II 5 de julho de 1792 – 6 de agosto de 1806     | Maria Teresa da Sicília 15 de setembro de 1790 12 filhos     | 12 de fevereiro de 1768 filho de Leopoldo II do Sacro Império Romano-Germânico e Maria Luísa da Espanha |                                                           | 2 de março de 1835 67 anos      |
| Francisco II 5 de julho de 1792 – 6 de agosto de 1806     | Maria Luísa da Áustria-Este 6 de janeiro de 1808 sem filhos  | 12 de fevereiro de 1768 filho de Leopoldo II do Sacro Império Romano-Germânico e Maria Luísa da Espanha |                                                           | 2 de março de 1835 67 anos      |
| Francisco II 5 de julho de 1792 – 6 de agosto de 1806     | Carolina Augusta da Baviera 29 de outubro de 1816 sem filhos | 12 de fevereiro de 1768 filho de Leopoldo II do Sacro Império Romano-Germânico e Maria Luísa da Espanha |                                                           | 2 de março de 1835 67 anos      |

- A lista continua com Imperador da Áustria